# Тучная жаба
Тучная жаба (лат. Osornophryne percrassa) — вид бесхвостых земноводных семейства жаб (Bufonidae).

## Распространение
Эндемик Кордильер: обитают на восточном склоне центральных Анд Колумбии в департаментах Антиокия, Толима, Куиндио и Кальдас. Ареал включает в себя несколько охраняемых территорий, включая заповедники
Роберт Гилеспи, Лорос Андинос и Ронсешваллес.

## Описание
Это относительно небольшие жабы: размер самцов 23—28 мм, самок — 27—38 мм. От других представителей рода отличаются усеченной мордой, слабовыраженными бородавками в задней части туловища и светлыми пятнами на животе.

## Образ жизни
Обитают на влажных тропических и субтропических горных лугах на высоте 2700—3700 м над уровнем моря. Это наземный вид, обнаруженный среди листовой подстилки и горных пород, а также в наземных и древесных бромелиях. Площадь ареала оценивается в 2430 км². Находится под угрозой исчезновения из-за потери мест обитания.

## Размножение
Это амфибии с прямым развитием — фаза головастика отсутствует, из яиц вылупляются маленькие копии своих родителей.